# Uwem Akpan
Uwem Akpan és un escriptor nigerià que va conèixer la fama el 2009 amb la seva col·lecció de relats Tu digues que ets un d'ells (Say You’re one of Them).

## Vida
Nascut el 1971 a Ikot Akpan Eda, al sud de Nigèria. Després d'estudiar filosofia i anglès, el 1990 va entrar en la Companyia de Jesús i va ser ordenat sacerdot jesuïta el 2003. Llicenciat en escriptura creativa per la Universitat de Michigan, actualment exerceix el seu ministeri sacerdotal a l'església de Crist Rei, a Llasamaja-Lagos, Nigèria.

## Tu digues que ets un d'ells
Aquesta col·lecció de cinc relats Say You’re one of Them va aparèixer el 2008 i va guanyar el premi Commonwealth Writers Prize a les primeres publicacions el 2009. Va aconseguir un aval definitiu quan aquell mateix any la famosa actriu i empresària Oprah Winfrey es va declarar "anorreada i profundament commoguda" per la seva lectura, per la qual cosa va ser seleccionada a la prestigiosa llista del Oprah's Book Club.
Akpan fa comparèixer en aquests contes les pitjors plagues morals que assoten als països de l'Àfrica subsahariana: l'odi racial i religiós, l'esclavitud sexual, la prostitució i la drogoaddicció per fam... Plagues que es mostren de manera descarnada (encara que sense concessions a la morbositat) i sense cap valoració de part del narrador. El fet que siguin nens els narradors, algunes vegades ignorants del que passa, unes altres plenament i terriblement conscients,augmenta la sensació d'horror. No obstant això, l'autor deixa subtilment una escletxa a l'esperança en aquests mateixos nens. Així, a "Abans d'anar al Gabon", ells aconsegueixen a fer variar de propòsit l'oncle sense escrúpols que es proposa de vendre'ls com a esclaus; a "La cambra dels meus pares" i "El festí de Nadal", la fugida és una fi oberta a nous horitzons. Altres vegades no els resta sinó sucumbir a l'odi, la cara més absurda del qual es revela en "Cotxes fúnebres de luxe", en què el protagonista, fill de pare cristià i mare musulmana, és víctima de tots dos grups.